# Rhododrilus microgaster
Rhododrilus microgaster är en ringmaskart som beskrevs av Lee 1959. Rhododrilus microgaster ingår i släktet Rhododrilus och familjen Acanthodrilidae. Inga underarter finns listade i Catalogue of Life.